# Thompsoniana nieuwenhuisii
Thompsoniana nieuwenhuisii es una especie de escarabajo longicornio del género Thompsoniana, tribu Callichromatini, orden Coleoptera. Fue descrita científicamente por Ritsema en 1909.
El período de vuelo ocurre durante los meses de abril y agosto.

## Descripción
Mide 26-32 milímetros de longitud.

## Distribución
Se distribuye por Indonesia y Malasia.